# Частна профилирана гимназия с чуждоезиково обучение Челопеч
Частна профилирана гимназия с чуждоезиково обучение „Челопеч“ (ЧПГЧО „Челопеч“) е гимназия в село Челопеч, Община Челопеч, Софийска област.
Училището е създадено по инициатива на Рудник Челопеч и Община Челопеч през 1995 г. От създаването му училището е единствената в България частна фирмена гимназия. Тя представлява основен фактор в социалната политика на фирмата-спонсор.
Гимназията е нареждана сред най-престижните в района, с над 80 % от випускниците, приети за студенти във висши училища.